# Pennsburg, Pennsylvania
Pennsburg là một thị trấn thuộc quận Montgomery, tiểu bang Pennsylvania, Hoa Kỳ. Năm 2010, dân số của thị trấn này là 3843 người.